# 접두음
음향학에서 소리의 접두음(prefix)은 초기 단계이며, 그에 따른 지속적인 진동과는 상당히 다른 소리의 시작이다.
이 용어는 J. F. Schouten(1968, 42)이 만들어냈으며, 그는 이를 음색의 애매한 속성을 결정하는 최소 5가지 주요 음향 매개변수 중 하나라고 불렀다.

## 같이 보기
- 시작 (소리)
- 접두사
- 접사

## 참고 문헌
- Schouten, J. F. (1968). "The Perception of Timbre". In Reports of the 6th International Congress on Acoustics, Tokyo, GP-6-2, 6 vols., edited by Y. Kohasi, 6:35–44, 90. Tokyo: Maruzen; Amsterdam: Elsevier.